# Diffusion Rayleigh
La diffusion Rayleigh est un mode de diffusion des ondes, par exemple électromagnétiques ou sonores. Elle opère lorsque la longueur d'onde est beaucoup plus grande que la taille des particules diffusantes. On parle de diffusion élastique, car cela se fait sans variation d'énergie, autrement dit l'onde conserve la même longueur d'onde. Elle est nommée d'après John William Strutt Rayleigh, qui en a fait la découverte.
Lorsque les particules ont une taille suffisamment grande devant la longueur d'onde incidente, il faut utiliser d'autres théories comme la théorie de Mie qui fournit une solution exacte à la diffusion par des particules sphériques de taille quelconque (la diffusion Rayleigh est un cas limite de la théorie de Mie).

## Diffusion Rayleigh des ondes électromagnétiques
L'onde électromagnétique peut être décrite comme un champ électrique oscillant couplé à un champ magnétique oscillant à la même fréquence.
Ce champ électrique va déformer le nuage électronique des atomes, le barycentre des charges négatives oscillant ainsi par rapport au noyau (charge positive).
Le dipôle électrostatique ainsi créé rayonne, c'est ce rayonnement induit qui constitue la diffusion Rayleigh.

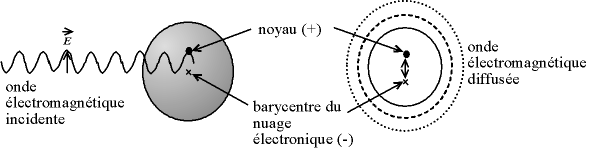
Diffusion Rayleigh : l'atome, excité par l'onde électromagnétique, réémet une onde

Ce modèle physique est cohérent avec le principe de Huygens-Fresnel dans le cas de la propagation dans un milieu matériel : les atomes réémettent réellement les ondes qu'ils reçoivent.
Dans le modèle de l'électron élastiquement lié, on considère que la force reliant le barycentre du nuage électronique au noyau est proportionnelle à la distance les séparant.
On peut ainsi calculer la puissance rayonnée dans une direction donnée en fonction de la longueur d'onde (le rayonnement se fait dans toutes les directions, mais l'intensité varie en fonction de l'angle par rapport à l'onde incidente).
En reprenant l’expression du champ électrique pour un dipôle électrique, on peut parvenir à la puissance réémise par ce dipôle électrique et ainsi comprendre d’où vient la dépendance en puissance quatre de la pulsation dans le modèle de Rayleigh (la puissance diffusée est inversement proportionnelle à la puissance  4 de la longueur d'onde {\displaystyle \lambda } du rayonnement incident).
On considère le champ de la forme suivante :
{\displaystyle E={\frac {{\mu }_{0}}{4\pi r}}\sin(\theta )\omega ^{2}{{p}_{0}}\cos(kr-\omega t)},
avec {\displaystyle r} la distance au dipôle, {\displaystyle {{\mu }_{0}}} la perméabilité du vide, {\displaystyle \theta } la co-latitude, {\displaystyle \omega } la pulsation de l’onde (elle vaut {\displaystyle {\tfrac {2\pi c}{\lambda }}}), {\displaystyle k} le vecteur d’onde et {\displaystyle {{p}_{0}}} l’amplitude du moment dipolaire. Le champ magnétique peut être négligé pour cette étude car il n'intervient pas dans l'expression de la force de Lorentz, du fait que la vitesse de l'électron peut être négligée devant celle de la lumière ({\displaystyle {{\vec {F}}_{\text{Lorentz}}}=q({\vec {E}}+{\vec {v}}\wedge {\vec {B}})\approx q{\vec {E}}}).
La densité de flux de puissance électromagnétique que l’onde transporte est donnée par le vecteur de Poynting {\displaystyle {\vec {\Pi }}}. Par définition, on écrit
{\displaystyle {\vec {\Pi }}={\frac {{\vec {E}}\wedge {\vec {B}}}{{\mu }_{0}}}}
ou encore
{\displaystyle \left\|{\vec {\Pi }}\right\|={\frac {EB}{{\mu }_{0}}}}
car {\displaystyle E=Bc} en norme. On obtient alors :
{\displaystyle \left\|{\vec {\Pi }}\right\|={\frac {{{\mu }_{0}}\sin ^{2}(\theta )}{16\pi ^{2}c}}{\frac {{\omega ^{4}}{{p}_{0}}{}^{2}}{r^{2}}}\cos ^{2}(kr-\omega t)}.
On calcule à présent la puissance  moyenne rayonnée par ce dipôle :
{\displaystyle \left\langle P\right\rangle =\int _{\theta =0}^{\pi }{\int _{\varphi =0}^{2\pi }{\left\langle \left\|{\vec {\Pi }}\right\|\right\rangle }}\mathrm {d} ^{2}S},
avec {\displaystyle \mathrm {d} ^{2}S=r\mathrm {d} \theta \times r\sin(\theta )\mathrm {d} \varphi } l’élément de surface en coordonnées sphériques (avec {\displaystyle \varphi } la latitude).
Notons que l’on utilise ici une puissance moyenne car les détecteurs (notamment les yeux) ne sont sensibles qu'aux grandeurs moyennes.
La puissance moyenne s’écrit alors :
{\displaystyle \left\langle P\right\rangle ={\frac {{\mu }_{0}}{12\pi c}}{\omega ^{4}}p_{0}^{2}}.
Les hautes fréquences (donc faibles longueurs d’onde) sont mieux rayonnées que les basses fréquences.
On remarque que la puissance rayonnée dépend de la pulsation « à la puissance 4 ». Or, sur le spectre électromagnétique, on lit {\displaystyle \lambda _{\text{bleu}}=400{\text{ nm}}} et {\displaystyle \lambda _{\text{rouge}}=800{\text{ nm}}}.
On sait de plus que {\displaystyle \omega ={\tfrac {2\pi c}{\lambda }}}, donc on en déduit 
{\displaystyle {\omega _{\text{bleu}}}=2{\omega _{\text{rouge}}}} et ainsi 
{\displaystyle \left\langle P_{\text{bleu}}\right\rangle =2^{4}\left\langle P_{\text{rouge}}\right\rangle }.
démontrant que la puissance diffusée par les longueurs d'onde proches du bleu est 16 fois plus importante que celle diffusée par les longueurs d'onde proches du rouge. C'est pour cette raison que le ciel est de couleur bleue (voir le paragraphe sur la couleur du ciel).

### Cohérence de la diffusion Rayleigh
La couleur du ciel est bien expliquée par la théorie de Rayleigh, mais, en altitude, l'intensité de la lumière diffusée décroît beaucoup plus rapidement que la quantité de gaz diffusant. Ainsi, le ciel est sombre dans la stratosphère. Il faut tenir compte de l'interférence des rayonnements diffusés.
La phase des dipôles excités par les impulsions de la lumière incohérente du rayonnement incident est la même pour des molécules identiques. En supposant que ces dipôles sont nombreux, la construction d'Huygens peut être appliquée et la diffusion est cohérente. Loin des résonances, la phase de la lumière diffusée est en retard de 90°. L'addition de l'amplitude diffusée à l'amplitude incidente retarde un peu l'onde incidente: c'est la réfraction.
La diffusion incohérente qui produit le bleu du ciel requiert des émissions incohérentes dues à des molécules étrangères dont la densité est trop faible pour que l'interférence de leurs diffusions reconstitue les surfaces d'ondes initiales. Ces molécules étrangères sont en fait des assemblages fugaces de deux molécules en collision : les propriétés de deux molécules en collision dépendent de plusieurs paramètres qui évoluent au cours de la collision, de sorte que toutes les molécules en collision génèrent des ondes incohérentes.
Les collisions les plus fréquentes à basse pression sont binaires, leur densité est proportionnelle au carré de la pression de sorte que la diffusion Rayleigh incohérente décroît rapidement lorsque la pression décroît.
Dans les tubes des lasers à gaz, il faut éviter les diffusions incohérentes, sources de pertes d'énergie. Il faut donc éviter les collisions en utilisant des pressions gazeuses de l'ordre de 100 pascals.

## Cas particuliers

### Couleur du ciel
L'intensité est fortement dépendante de la longueur d'onde et de l'angle de vue.
En ce qui concerne la polarisation de l’onde diffusée, la propriété essentielle est que la lumière est polarisée partiellement dans la direction perpendiculaire au plan de diffusion. Le taux de polarisation s’écrit alors 
{\displaystyle \eta ={\frac {\sin ^{2}\theta }{1+\cos ^{2}\theta }}},
avec 
{\displaystyle \theta } l'angle de vue.
Lorsque la lumière incidente est polarisée rectilignement perpendiculairement au plan de diffusion, l’intensité diffusée est {\displaystyle {{I}_{\bot }}(\theta )}. L’extinction de {\displaystyle {{I}_{\parallel }}(\theta )} dans la direction 90° est une caractéristique remarquable du rayonnement dipolaire.
Ceci, plus les particularités de la vision photopique, permettent d'expliquer pourquoi le ciel est bleu en plein jour et pourquoi le Soleil est rouge à son lever et à son coucher. Le ciel est de plus en plus orange à mesure qu'on s'éloigne de la direction du soleil ce qui résulte de la sélection par la loi de Rayleigh des ondes du spectre visible.
A ce sujet, il existe une expérience relativement connue, qui permet de bien se rendre compte de ce phénomène. Le principe est d'éclairer avec une lumière blanche un bac d'eau dans lequel on verse une solution de thiosulfate de sodium (qui a pour rôle de simuler le fait que l'on traverse une partie plus grande de l'atmosphère, en densifiant l'eau). Derrière le bac, on place un écran blanc, et on observe que plus le thiosulfate se propage dans l'eau, plus la tache lumineuse que l'on observe sur l'écran (l'équivalent du Soleil) devient rouge (elle devient orange, puis rouge, puis rouge foncé et enfin quasiment noire). 
La dispersion de Rayleigh n'est valide que pour la dispersion de la lumière par les molécules jusqu'à environ un dixième de la longueur d'onde de la lumière incidente. Au-delà de ce rapport, nous avons affaire à la théorie de Mie.

### Coloration bleue et verte des plumes

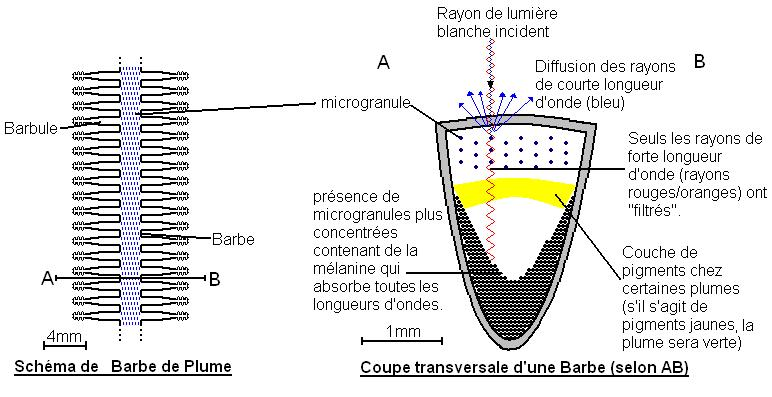
Les mélanines diffusent les courtes longueurs d'onde : il y a donc des plumes bleues sans pigments bleus !

La plupart des oiseaux disposant de plumes vertes ou bleues, comme les espèces du genre Pavo, ne synthétisent pas de pigments de ces couleurs. Ceci n'est possible que grâce à l'effet Tyndall. La couleur se visualise sur les ramifications latérales de la plume appelées barbes, les cellules la constituant peuvent contenir des microgranules à l'origine de ce phénomène. En effet, les  rayons incidents à la plume rencontrent des microgranules  de mélanine (noire) de très petite taille et peu concentrées, ces microgranules réfléchissent donc les ondes bleues et laissent filtrer les rayons à grande longueur d'onde. Une partie de ces rayons peut être réfléchie par des pigments situés sous les microgranules (cas des plumes vertes qui contiennent des pigments jaunes), le reste des longueurs d'onde est absorbé par des microgranules très concentrées. Ainsi la plume ne présente pas le même ton de couleur selon l'angle (phénomène d'irisation), et de dos la plume est de couleur noire (la couleur de la mélanine). Ce phénomène est semblable aussi pour la coloration des yeux chez l'homme.

### Cas d'un rayonnement particulaire
Lorsque le rayonnement n'est pas électromagnétique mais particulaire (neutron, particule alpha), on observe également une diffusion élastique. Celle-ci résulte du principe d'incertitude d'Heisenberg : comme la particule est bien localisée, l'incertitude sur son impulsion, donc notamment sa direction, est grande, il y a donc une diffusion isotrope. Pour bien comprendre ceci, il faut également bien comprendre la notion de dualité onde-particule.

### Pertes de Rayleigh dans les fibres optiques

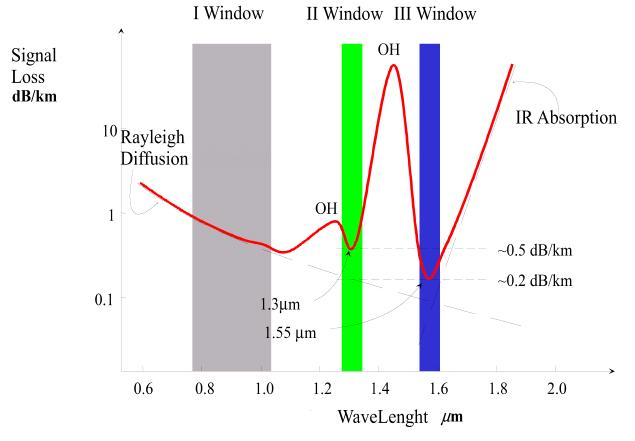
Pertes dans les fibres optiques en fonction de la longueur d'onde

En télécommunication, les pertes dans les fibres optiques en fonction de la longueur d'onde sont liées à la diffusion Rayleigh et la variation des pertes suit une loi en {\displaystyle {\tfrac {1}{\lambda ^{4}}}} où {\displaystyle \lambda } désigne la longueur d'onde jusqu'au minimum atteint pour 1,55 µm.